# 埃斯波现代艺术博物馆

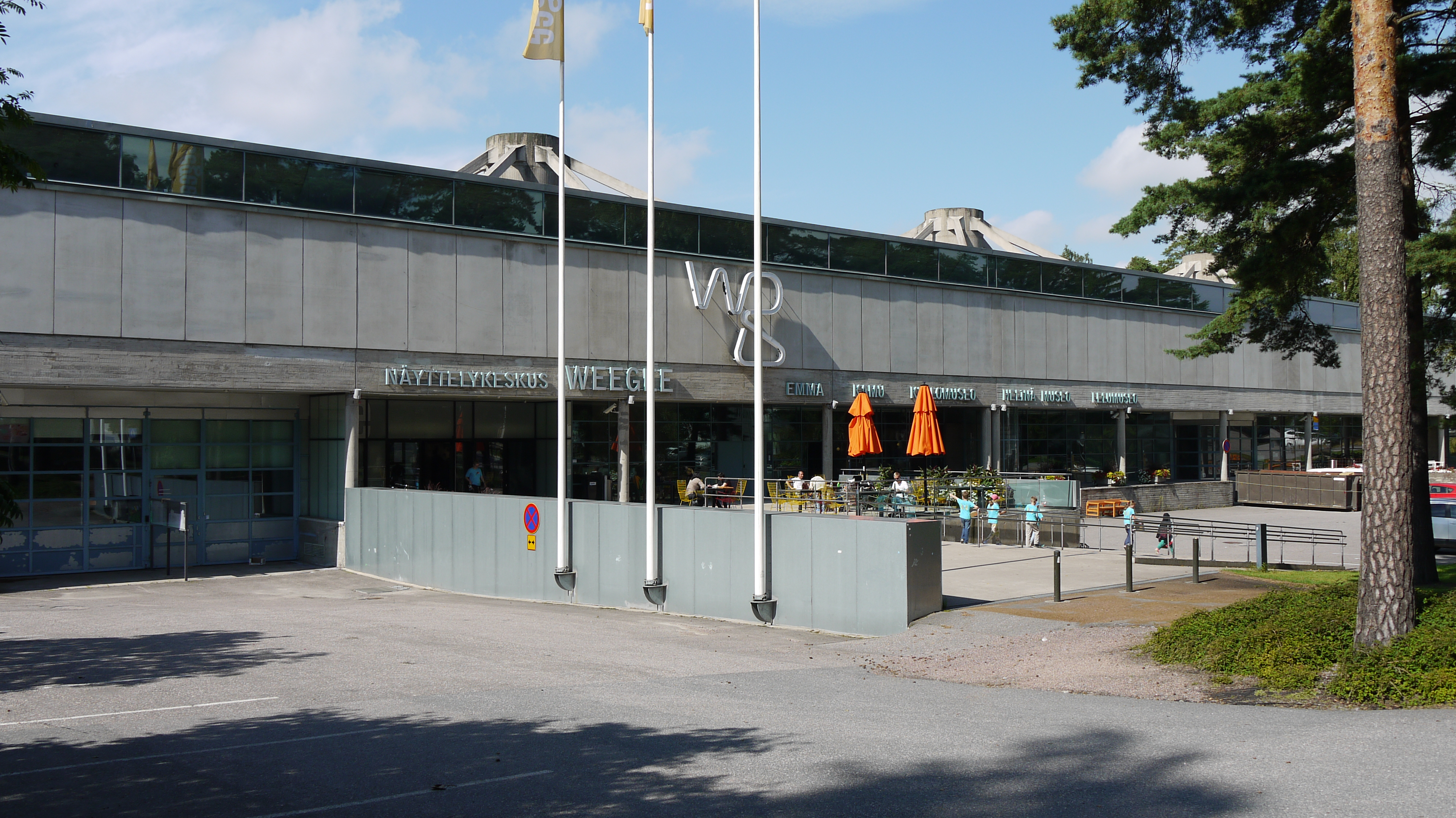
埃斯波现代艺术博物馆外观

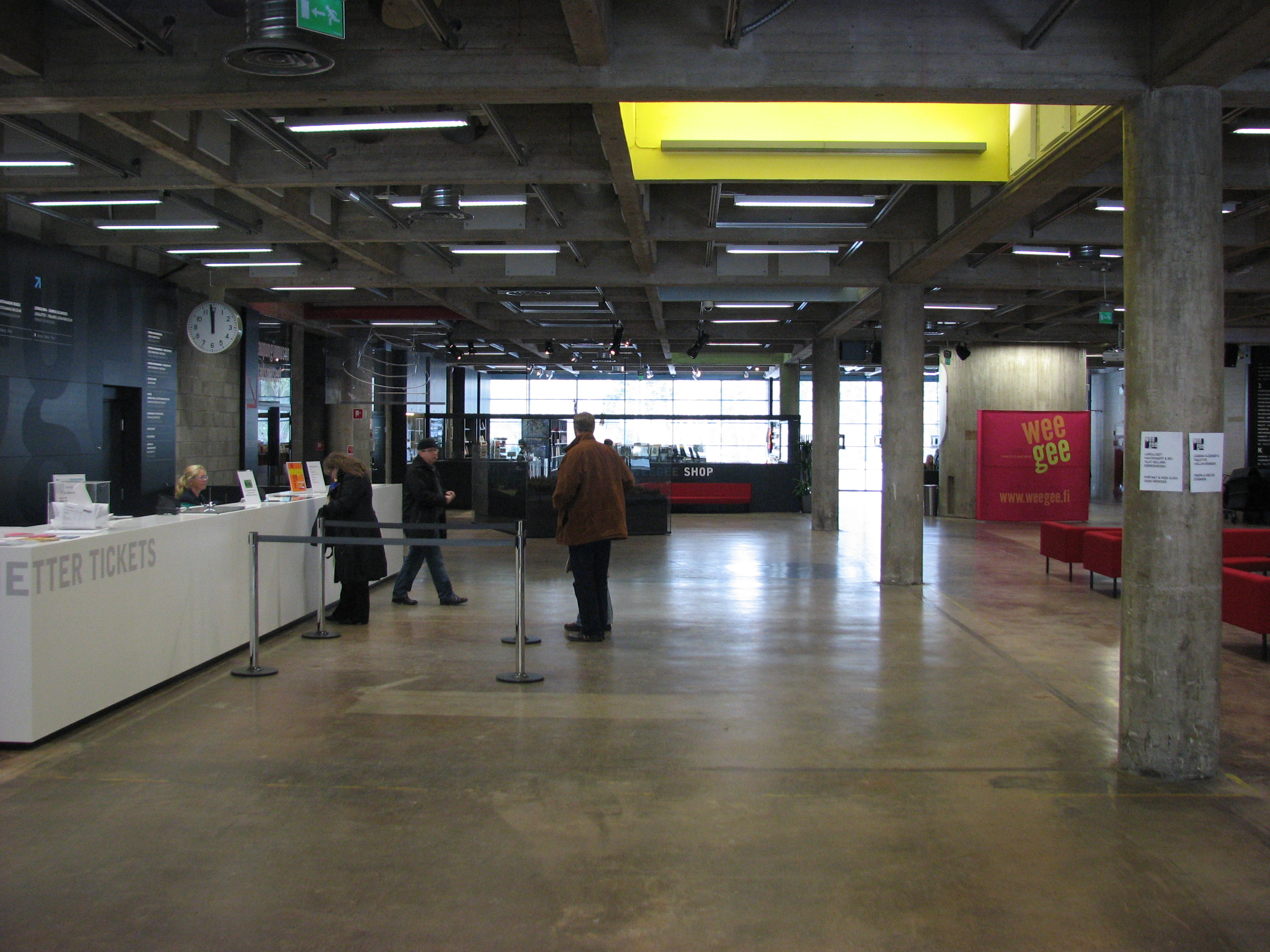
埃斯波现代艺术博物馆内部

埃斯波现代艺术博物馆（芬蘭語：Emma – Espoon modernin taiteen museo）是一家位于芬兰埃斯波市的艺术博物馆。2002年成立了埃斯波艺术博物馆基金会，2006年埃斯波现代艺术博物馆正式开张。该博物馆里有5000平米的展出空间，为芬兰展区面积最大的博物馆。永久性的展览中为萨斯塔莫伊宁基金会的藏品，展览中的另一半则为定期更换的国内和国际展览。
博物馆位于一个叫“WeeGee”的大楼里。该大楼里总共有四个不同的博物馆、咖啡厅及博物馆商店。该大楼是以一家印刷公司Weilin+Göös来命名的。